# Rhododendron cyanocarpum
Rhododendron cyanocarpum là một loài thực vật có hoa trong họ Thạch nam. Loài này được (Franch.) Franch. ex W.W. Sm. miêu tả khoa học đầu tiên năm 1914.